# Andernay
Andernay település Franciaországban, Meuse megyében. Lakosainak száma 243 fő (2022. január 1.). Andernay Sermaize-les-Bains, Contrisson és Mognéville községekkel határos.

## Népesség
A település népességének változása:
| Lakosok száma | 158  | 224  | 229  | 239  | 248  | 250  | 258  | 257  | 256  | 243  |
|               | 1968 | 1982 | 1990 | 2006 | 2013 | 2015 | 2017 | 2019 | 2020 | 2022 |